# إدسون سيلفا (لاعب كرة قدم)
إدسون سيلفا هو لاعب كرة قدم برتغالي، ولد في 9 مارس 1983 في ساو فيسنتي، الرأس الأخضر في الرأس الأخضر. لعب مع أدو دين هاغ وإستريلا دا أمادورا وتوتنهام هوتسبير ونادي آيندهوفن ونادي الزمالك ونادي بياترا نيامتس ونادي لوزيرن ونادي ماريتيمو ويو تي أي أراد.

## وصلات خارجية
- إدسون سيلفا على موقع قاعدة بيانات كرة القدم.إي يو (الإنجليزية)
- إدسون سيلفا على موقع Soccerbase.com (لاعب) (الإنجليزية)
- إدسون سيلفا على موقع Soccerway.com (الإنجليزية)
- إدسون سيلفا على موقع عالم كرة القدم.نت (الإنجليزية)